# Anna Šlapetová
Anna Šlapetová (* 2. května 1973, Ostrava) je česká architektka.

## Život a tvorba
Narodila se v rodině Vladimíra Šlapety, historika architektury a pedagoga. Jejím dědečkem a prastrýcem byli architekti Lubomír a Čestmír Šlapetové, její sestra, dvojče Barbora Šlapetová je malířka a fotografka.
V letech 1991–1997 studovala Fakultu architektury ČVUT v Praze, poté absolvovala stáž v Berlíně u arch. Hilmer & Sattler a od roku 2003 je samostatnou autorizovanou architektkou a členkou Komory architektů ČKA.
Od roku 2003 se aktivně účastní budování obce Dolní Břežany, jako vedoucí architektonicko-urbanistické komise a od roku 2014 je jeho hlavní architektkou. Za své realizace z praxe dostala nominaci na titul Stavby roku Středočeského kraje 2017 za Areál základní a mateřské školy – pavilon, spojovací krček, jídelna v Dolních Břežanech.
Její rodinný dům v Jižních Čechách – Velký Pěčín u Dačic byl vybrán mezi Stavby století Čech Moravy a Slezska 1918-2018.
Mimo vlastní praxi zasedá v soutěžních porotách, a vede také ateliér Designu na Vysoké škole Art and design institut (od r. 2017).